# Традесканция
Традесканция (Tradescantia) е род едносемеделни растения от семейство Комелинови (Commelinaceae).
Включва около 70 вида многогодишни тревисти растения, разпространени в Америка от южните части на Канада до северна Аржентина. Достигат на височина 30 до 60 cm и се срещат поединично или на групи в гористи или открити местности.

## Приложение
Американските индианци са използвали това растение за лечение на редица заболявания, включително стомашни болки и рак. То също така се използва като източник на храна.

## Видове
Секция Austrotradescantia
- Tradescantia anagallidea
- Tradescantia umbraculifera
- Tradescantia cerinthoides
- Tradescantia crassula
- Tradescantia fluminensis

Секция Campelia
- Tradescantia schippii
- Tradescantia soconuscana
- Tradescantia zanonia

Секция Coholomia
- Tradescantia guatemalensis

Секция Corinna
- Tradescantia standleyi

Секция Cymbispatha
- Tradescantia commelinoides
- Tradescantia coscomatepecana
- Tradescantia cymbispatha
- Tradescantia deficiens
- Tradescantia gracillima
- Tradescantia plusiantha
- Tradescantia tonalamonticola
- Tradescantia venezuelensis

Секция Mandonia
- Tradescantia ambigua
- Tradescantia burchii
- Tradescantia crassifolia
- Tradescantia llamasii
- Tradescantia peninsularis
- Tradescantia tepoxtlana
- Tradescantia velutina

Секция Parasetcreasea
- Tradescantia andrieuxii

Секция Rhoeo
- Tradescantia spathacea

Секция Separotheca
- Tradescantia pygmaea

Секция Setcreasea
- Tradescantia brevifolia
- Tradescantia buckleyi
- Tradescantia hirta
- Tradescantia leiandra
- Tradescantia pallida

Секция Tradescantia
- Серия Virginianae
  - Tradescantia bracteata
  - Tradescantia canaliculata
  - Tradescantia edwardsiana
  - Tradescantia ernestiana
  - Tradescantia gigantea
  - Tradescantia hirsuticaulis
  - Tradescantia hirsutiflora
  - Tradescantia humilis
  - Tradescantia longipes
  - Tradescantia occidentalis
  - Tradescantia ohiensis
  - Tradescantia ozarkana
  - Tradescantia paludosa
  - Tradescantia reverchonii
  - Tradescantia roseolens
  - Tradescantia subacaulis
  - Tradescantia subaspera
  - Tradescantia tharpii
  - Tradescantia virginiana
- Серия Sillamontanae
  - Tradescantia rozynskii
  - Tradescantia sillamontana
- Серия Tuberosae
  - Tradescantia pinetorum
  - Tradescantia wrightii
- Серия Orchidophyllae
  - Tradescantia mirandae
  - Tradescantia orchidophylla

Секция Zebrina
- Tradescantia zebrina

Incertae sedis
- Tradescantia pedicellata